# Маркиз де Тарасона

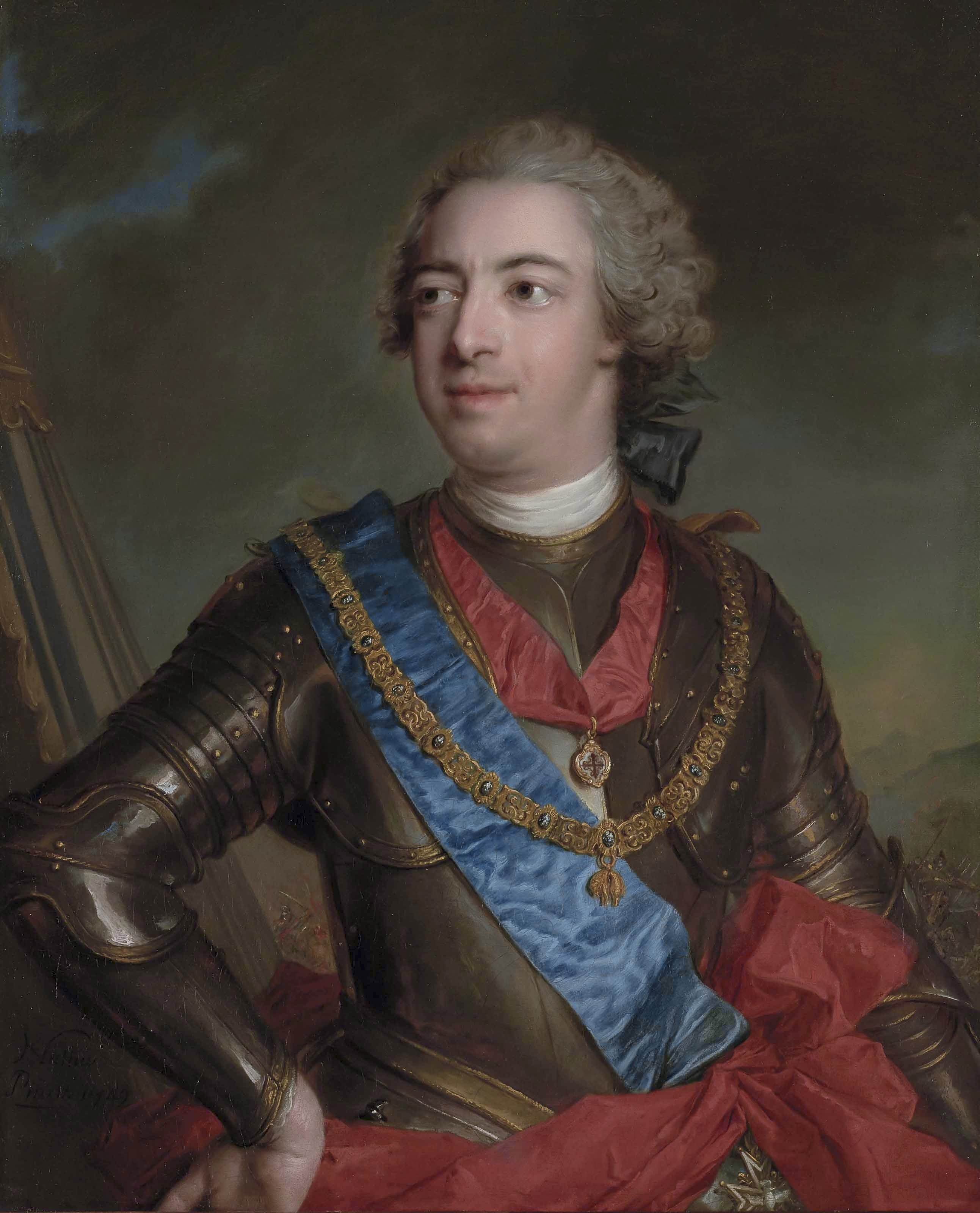
Фернандо де Сильва и Альварес де Толедо (1714—1776), 12-й герцог де Альба, 5-й маркиз де Тарасона

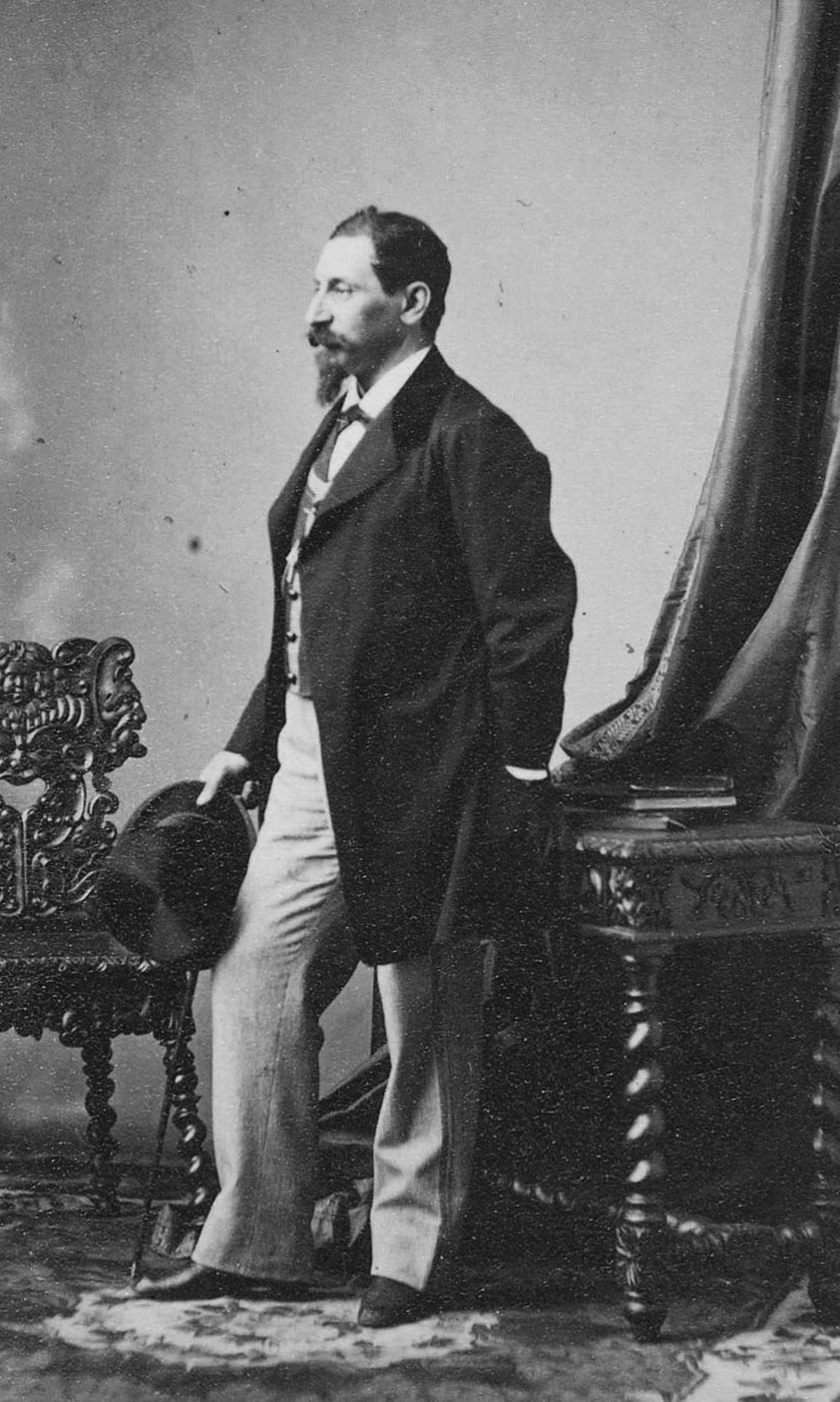
Хакобо Фитц-Джеймс Стюарт и Вентимилья (1821—1881), 15-й герцог де Альба, 9-й маркиз де Тарасона

Маркиз де Тарасона — испанский дворянский титул. Он был создан в 1632 году королем Испании Филиппом IV для Изабель де Суньиги, дочери испанского государственного деятеля и дипломата Бальтасара де Суньиги и Веласко (1561—1622).

## Маркизы де Тарасона
- Изабель де Суньига (? — ?), 1-я маркиза де Тарасона и 7-я графиня де Монтеррей. Дочь Бальтасара де Суньиги и Веласко[исп.] (1561—1622), и Одилии де Claerhout. После смерти своего племянника, Мануэля де Асеведо и Суньиги, 6-го графа де Монтеррей (1586—1653), Изабель де Суньига унаследовала титул 7-й графини де Монтеррей.

1. Супруг — Фернандо Антонио де Айяла и Ульоа (1620—1676), 3-й граф де Айяла. Ей наследовала их дочь:

- Инес Франсиска де Айяла и Суньига (? — 1710), 2-я маркиза де Тарасона и 8-я графиня де Монтеррей.

1. Супруг — Хуан Доминго де Аро и Фернандес де Кордова (1640—1716), вице-король Каталонии, сын Луиса Мельчора Мендеса де Аро и Гусмана, 6-го маркиза дель-Карпио

- Каталина де Аро и Энрикес (1672—1733), 3-я маркиза де Тарасона и 8-я маркиза дель-Карпио. Дочь Гаспара Мендеса де Аро Сотомайора и Гусмана, 7-го маркиза дель-Карпио, и Терезы Энрикес де Кабреры.

1. Супруг — Франсиско Альварес де Толедо и Сильва, 10-й герцог де Альба (1662—1739). Ей наследовала их единственная дочь:

- Мария Тереза Альварес де Толедо и Аро[исп.] (1691—1755), 4-я маркиза де Тарасона, 11-я герцогиня де Альба.

1. Супруг с 1712 года Мануэль Мария Хосе де Сильва Мендоса и Аро, 10-й граф де Гальве (1677—1728).

- Фернандо де Сильва и Альварес де Толедо (1714—1776), 5-й маркиз де Тарасона, 12-й герцог де Альба.

1. Супруга — Анна Мария Альварес де Толедо и Португаль (1707—1729), дочь Висенте Педро Альвареса де Толедо и Португаля (1687—1729), 9-го графа де Оропеса, и Марии Энкарнасьон Фернандес де Кордовы и Фигероа. Ему наследовал их единственный сын:

- Франсиско де Паула де Сильва и Альварес де Толедо[исп.] (1733—1770), 6-й маркиз де Тарасона, 10-й герцог де Уэскар.

1. Супруга с 1757 года Марианна де Сильва-Базан и Сармьенто (1739—1784), дочь Педро де Сильвы-Базана и Алагона, 8-го маркиза де Санта-Крус-де-Мудела, и Марии Каэтаны Сармьенто и Давилы, 4-й маркизы де Арсикольяр. Ему наследовала его единственная дочь:

- Мария Тереза де Сильва и Альварес де Толедо (1762—1802), 7-я маркиза де Тарасона, 13-я герцогиня де Альба.

1. Супруг с 1775 года Хосе Альварес де Толедо, 11-й маркиз де Вильяфранка-дель-Бьерсо и 15-й герцог де Медина-Сидония (1756—1796). Их брак был бездетным.

- Карлос Мигель Фитц-Джеймс Стюарт и Сильва (1794—1835), 8-й маркиз де Тарасона, 14-й герцог де Альба. Младший (второй) сын гранда Хакобо Филипе Фитц-Джеймса Стюарта и Сильвы (1773—1794), 5-го герцога де Лириа-и-Херика и 5-го герцога Бервика (1787—1794), и Марии Терезы Фернандес и Палафокс (1772—1818).

1. Супруга с 1819 года Розалия Вентимилья ди Граммонте и Монкада (1798—1868), дочь Луиджи ди Вентимилья, 2-го принца ди Граммонте, и Леонор ди Монкада. Ему наследовал их старший сын:

- Хакобо Фитц-Джеймс Стюарт и Вентимилья (1821—1881), 9-й маркиз де Тарасона, 15-й герцог де Альба.

1. Супруга с 1848 года Мария Франсиска де Палафокс Портокарреро и Киркпатрик, герцогини де Пеньяранда-де-Дуэро (1825—1860), старшей дочери Киприано де Палафокса и Портокарреро (1784—1839), графа де Теба и де Монтихо, и Марии Мануэлы Киркпатрик (1794—1879). Ему наследовал их единственный сын:

- Карлос Мария Фитц-Джеймс Стюарт и Палафокс (1849—1901), 10-й маркиз де Тарасона, 16-й герцог де Альба.

1. Супруга с 1877 года Мария дель Росарио Фалько и Осорио (1854—1904), 22-я графиня де Сируэла, дочь Мануэля Паскуаля Луиса Карлоса Феликса Фортунато Фалько, 14-го маркиза де Альмонарсида, и Марии дель Пилар Осорио и Гутьеррес де лос Риос, 3-я герцогиня де Фернан Нуньес. Ему наследовал их старший сын:

- Хакобо Фитц-Джеймс Стюарт и Сильва и Фалько (1878—1953), 11-й маркиз де Тарасона, 17-й герцог де Альба.

1. Супруга с 1920 года Мария дель Росарио де Сильва и Гуртубай (1900—1934), дочь Альфонсо де Сильва и Фернандеса де Кордовы (1877—1955), 16-го герцога Альяга, и Марии дель Росарио Гуртубай (1879—1948). Ему наследовала его единственная дочь:

- Мария дель Росарио Каэтана Фитц-Джеймс Стюарт и Сильва (1926—2014), 12-я маркиза де Тарасона, 18-я герцогиня де Альба.

1. Супруг с 1947 года Луис Мартинес де Ирухо и Артаскос (1919—1972)
2. Супруг с 1978 года Хесус Агирре и Ортис де Сапате (1934—2001)
3. Супруг с 2011 года Альфонсо Диес Карабантес (род. 1950)

- Карлос Фитц-Джеймс Стюарт и Мартинес де Ирухо (род. 1948), 13-й маркиз де Тарасона, 19-й герцог де Альба.

1. Супруга с 1988 года Матильда де Солис-Бомон и Мартинес-Кампос (род. 1963), развод в 2004 году.